# Hilde Sessak
Hilde Sessak, eigentlich Hilde Czeszack, (* 27. Juli 1915 in Berlin; † 17. April 2003 ebenda) war eine deutsche Schauspielerin.

## Leben und Werk
Ihre Theaterausbildung erhielt sie bei Julia Serda und deren Ehemann Hans Junkermann. Sie debütierte 1934 am Stadttheater in Guben und wurde dann ans Schauspielhaus Leipzig engagiert. Später spielte sie in Berlin.
Beim Film war Hilde Sessak seit 1935 beschäftigt. Sie spielte meist in Nebenrollen, wo sie häufig übertrieben selbstbewusste Frauen verkörperte, wie in Die Feuerzangenbowle. Nach dem Krieg wurde die Schauspielerin noch mehr auf dieses Fach festgelegt, insbesondere in drei Edgar-Wallace-Filmen. Sie stand 1944 in der Gottbegnadeten-Liste des Reichsministeriums für Volksaufklärung und Propaganda.
Zuletzt war sie in Fernsehserien und im Theater zu sehen. Sie starb 2003 im Alter von 87 Jahren nach einem Oberschenkelhalsbruch in einem Berliner Krankenhaus.

## Filmografie (Auswahl)
- 1935: Liebeslied
- 1935: Leichte Kavallerie
- 1935: Das Mädchen vom Moorhof
- 1935: Krach im Hinterhaus
- 1936: Das Schönheitsfleckchen
- 1936: Schloß Vogelöd
- 1936: Die un-erhörte Frau
- 1936: Stadt Anatol
- 1936: Intermezzo
- 1936: Der Raub der Sabinerinnen
- 1936: Münchhausens neuestes Abenteuer
- 1936: Die unheimliche Helene
- 1936: Der verkannte Lebemann
- 1936: Befehl ist Befehl
- 1937: Liebe geht seltsame Wege
- 1937: Die Korallenprinzessin
- 1937: Gleisdreieck
- 1937: Pan
- 1938: Wie einst im Mai
- 1938: Nordlicht
- 1938: Das Ehesanatorium
- 1938: Die Pfingstorgel
- 1939: Wasser für Canitoga
- 1939: Der Vorhang fällt
- 1940: Ein Mann auf Abwegen
- 1940: Links der Isar – rechts der Spree
- 1940: Kleider machen Leute
- 1940: Die Rothschilds
- 1941: Alarm
- 1941: Hauptsache glücklich
- 1941: Illusion
- 1941: Jungens
- 1941: Quax, der Bruchpilot
- 1941: Sechs Tage Heimaturlaub
- 1942: Fünftausend Mark Belohnung
- 1942: Luise Sanfelice
- 1943: Der kleine Grenzverkehr
- 1943: Paracelsus
- 1943: Man rede mir nicht von Liebe
- 1943: Fahrt ins Abenteuer
- 1943: Liebe, Leidenschaft und Leid
- 1944: Orient-Express
- 1944: Die Feuerzangenbowle
- 1944/49: Der große Fall
- 1944/49: Philine
- 1945: Das alte Lied
- 1950: Die Frau von gestern Nacht
- 1950: Wer fuhr den grauen Ford?
- 1950: Die Treppe
- 1951: Es geht nicht ohne Gisela
- 1951: Das Beil von Wandsbek
- 1951: Wenn die Abendglocken läuten
- 1952: Roman einer jungen Ehe
- 1953: Gefährlicher Urlaub (The Man Between)
- 1954: Der Engel mit dem Flammenschwert
- 1954: Das Bekenntnis der Ina Kahr
- 1955: Oberwachtmeister Borck
- 1955: Vor Gott und den Menschen
- 1958: Der eiserne Gustav
- 1959: Unser Wunderland bei Nacht
- 1960: Wir Kellerkinder
- 1961: Parkstraße (TV-Serie)
- 1962: Jeder stirbt für sich allein
- 1962: Der Biberpelz
- 1963: Der Fall Rohrbach (Fernsehdreiteiler, 2 Folgen)
- 1963: Stadtpark
- 1964: Nebelmörder
- 1964: Fanny Hill
- 1964: Der Hexer
- 1966: Lange Beine – lange Finger
- 1966: Der Bucklige von Soho
- 1967: Das Geständnis eines Mädchens
- 1968: Der Gorilla von Soho
- 1968: Straßenbekanntschaften auf St. Pauli
- 1969: Familienärger (TV-Serie Dem Täter auf der Spur)
- 1971: Ehemänner-Report
- 1972: Das Geheimnis der alten Mamsell
- 1973: Lokaltermin: Nichts geht mehr
- 1977: Heinrich
- 1977: Grete Minde
- 1981: Frau Jenny Treibel (TV-Film)
- 1987: Ich heirate eine Familie (TV-Serie)